# Bianchi onorari
Bianchi onorari era uno status che derogava alle leggi sull'apartheid concesso dal Sudafrica a determinate persone non bianche, tra il 1948 e il 1991. Lo status consentiva alle persone, o ai gruppi di popolazioni interessati, di essere trattati in modo identico ai bianchi. Era concesso in particolare ai residenti (o visitatori) per lo più persone di origine orientale e sud-orientale (austronesiani, giapponesi, coreani e taiwanesi) e in seguito furono aggiunte altre nazionalità o attribuito di volta in volta.
Il sistema ha significative analogie con lo status di ariani onorari assegnato dalla Germania nazista agli alleati giapponesi.

## Storia
Le leggi sull'apartheid prevedevano una divisione dei bianchi da neri (o bantu), coloured (prevalentemente meticci del capo) e indiani ma nulla era precisamente stabilito per classificare le popolazioni asiatiche che comunque continuavano ad essere considerati non bianchi. Inizialmente il titolo venne conferito caso per caso a singoli individui (ad esempio presidenti latinoamericani) e poi anche gruppi di persone, per lo più dell'Asia orientale, che avevano rapporti di affari e politici con il Sudafrica.
Il sistema si rese necessario quando un accordo commerciale con la Yawata Iron & Steel Co (ora Nippon Steel) che si era impegnata ad acquistare 5 milioni di tonnellate di ghisa all'anno dal Sudafrica per 10 anni. Un accordo così importante prevedeva visite regolari di dirigenti giapponesi nel paese, il primo ministro Hendrik Frensch Verwoerd sosteneva che non sarebbe stato commerciale assoggettarli alle stesse restrizioni delle altre persone di colore. Da quel momento in poi, a tutti i giapponesi fu concesso il titolo di bianchi onorari, che dava loro, ad esempio, l'accesso a quartieri, ristoranti, cinema e parchi riservati ai bianchi.
Il sistema andò allargandosi ad altre popolazioni asiatiche includendo tra gli altri taiwanesi e cinesi.

### Casi emblematici
- Le selezioni All Blacks che si recavano in tour in Sudafrica dovevano rispettare le rigide imposizioni razziali. Tutto ciò fino al 1970, quando al Tour della Nazionale di rugby della Nuova Zelanda poterono partecipare anche giocatori di origine maori. Lo stesso fu concesso per il successivo tour nel 1976, ma ci furono notevoli polemiche poiché 33 paesi africani disertarono le Olimpiadi di Montreal, dopo aver chiesto sanzioni contro la Nuova Zelanda[1][2][3].
- Nel 1972 alla tennista australiana di origine aborigena Evonne Goolagong[4].
- Nel 1976 il tennista statunitense Arthur Ashe rifiutò lo status in aperta opposizione al sistema.